# 近鉄20100系電車
近鉄20100系電車（きんてつ20100けいでんしゃ）とは、近畿日本鉄道（近鉄）がかつて保有していた世界初のオール2階建て電車。「あおぞら」号の愛称がある。
主に修学旅行の小学生を中心とした、団体専用列車（修学旅行列車）向けとして設計・製造された。

## 概要
1959年に登場した一部車両を2階建てとした10100系「新ビスタカー」は名阪ノンストップ特急に運用され、名阪間の輸送シェアを着実に伸ばしていた。
その当時、伊勢志摩方面へ向かう修学旅行の児童たちは2200系・2250系（大阪線）、6421系（名古屋線）などの旧型車両による急行列車や団体臨時列車を利用していた。2階建て電車が人気を得るなか、小学生たちにも2階建て車両に乗るチャンスを与えること、また短編成で多くの乗客を運べることなどのメリットを生かし製造されたものである。「あおぞら」号の愛称は、公募によって大阪市立玉川小学校の児童の案が選ばれた。
全車2階建て車であることが評価され、1963年に鉄道友の会のブルーリボン賞を受賞した。

## 車種構成
本系列は以下の3形式で構成される。
- モ20100形 上本町寄り制御電動車 (Mc)
- サ20200形 中間付随車 (T)
- モ20300形 宇治山田寄り制御電動車 (Mc)

これら3形式を順に編成して1編成を構成し、合計5編成が近畿車輛で以下のように製造・配置された。
- モ20101 - サ20201 - モ20301 1962年2月27日竣工。大阪線所属。
- モ20102 - サ20202 - モ20302 1962年3月17日竣工。大阪線所属。
- モ20103 - サ20203 - モ20303 1962年4月16日竣工。大阪線所属。
- モ20104 - サ20204 - モ20304 1962年3月5日竣工。名古屋線所属。
- モ20105 - サ20205 - モ20305 1962年3月29日竣工。名古屋線所属。

## 車体
3両編成の全車が台車間を2階建て構造としているが、3車体連接車とした10100系とは異なり、全車とも20m級の一般的な2軸ボギー車となっている。車端部は平屋となっている。乗降扉は平屋部に設けており、片引き戸で、1両に2か所設けられている。
このうち、両端の電動車はともに1階・2階を全て客席としているため、台車間は1階部の客室スペースとなっており、通常の電動車のように主要機器類を搭載するスペースが一切なく、台車に主電動機を搭載するのみである。
これに対し、サ20200形は付随車でありながら電動車に必要な機器のほとんどとトイレを1階客用扉間に集中搭載し、パンタグラフを両端の平床部分の屋根に搭載する。
全車とも2階建てのため大型断面車体となっている。前面は同時期の10100系貫通型先頭車に準じ、車掌室側と貫通扉の窓の上下寸法を運転室側の窓より大きくした左右非対称のデザインとしつつ、幕板部を広くとった特徴的な形状となった。
塗装は、本系列専用の塗装である、クリームとレッド（近鉄マルーンおよびマルーンレッドとは異なるもの）のツートンカラーで、車体側面には10100系と同様の字体で「VISTA CAR」のロゴタイプも入れられた。

## 車内設備
当時修学旅行用電車として運行していた国鉄155系電車に範を取り、立席は設けず、通路を挟んで片側を3人掛け、反対側を2人掛けのボックス型クロスシートとし、座席と並行に網棚を設置して収容力を高めた。ただし、クロスシートの通路側にはひじ掛けを装備していない。また、階上席の階段近くはロングシートとなっている。平屋部分にある乗降扉の脇に階段を設け、1階席・2階席（サ20200形は2階席のみ）に出入りする。階段の反対側の車端部にもボックス型クロスシートを設置している。運転席後部の座席は引率者席である。引率者席のうち一方のボックスには放送装置と固定式大型テーブルを設置し、もう一方のボックスは通常は4人掛けの座席であるが、背もたれを引き出すことで救護用ベッドとなる。
妻部分の貫通扉は自動扉（マジックドア）が採用されている。運転室後方には電子発光板を使用した速度計を設置している。
トイレは、中間のサ20200形の乗降扉付近に和式トイレが2か所設置されている。
冷房装置の搭載は、特急車ではないことや設置スペースの問題から見送られており、側窓は開閉可能なユニット窓で、2階席と平屋部は上段下降下段上昇式、1階席は上段下降下段固定式である。また天井高さの関係で扇風機や通風器を設置することも不可能とされたため、屋根上の外気吸入口から外気を送風機で吸気し、小型冷房装置で2度程度温度を下げた空気を車内に送る形としている。各座席の窓の上に冷風吹き出し口を設けており、シャッターとフィンにより風量・風向を調節できる。

## 主要機器
走行機器や性能は当時の青山峠越え対応型一般車両である1480系に準拠し、主電動機以外の主要機器は上述の通り、サ20200形に集約搭載されている。

### 主電動機
主電動機は10100系などと共通の三菱電機製MB-3020-Dを両端の制御電動車に搭載する。駆動装置は大阪線標準のWNドライブで、歯車比は1480系と共通の5.47、平坦線釣合速度は125km/hである。

### 主制御器
主制御器はシーケンスドラムを使用する三菱電機製ABFM-178MDHA単位スイッチ式多段自動加速制御器である。
主回路構成は1C8Mで各車4基ずつの主電動機を永久直列とし、2群を直並列制御して力行26段、発電ブレーキ12段の抵抗制御を行う。
なお、本系列は新造当時架線電圧600V区間であった橿原線の八木西口駅 - 橿原神宮前駅（当時）への入線を想定し、電動発電機は複電圧仕様となっているが、主回路については電圧転換機を備えておらず、1,500V時と同一回路で運転する設計となっている。

### 集電装置
設計当時近鉄で標準的に採用されていた東洋電機製造PT-42Q菱枠パンタグラフをサ20200形の両車端部に各1基ずつ搭載する。

### 台車
台車については、特急車用KD-41系を改良し三山ベローズ式空気ばねを枕ばねとして搭載した、長リンク揺れ枕装備の近畿車輛製空気ばね付きシュリーレン式台車であるKD-43・43Aが装着されている。

### ブレーキ
設計当時標準のHSC-D電磁直通ブレーキで、A動作弁による常用自動制動を備える。発電ブレーキによる抑速制動と同期動作し、応荷重装置を備える。

## 運用
5編成が製造され、3編成が大阪線、2編成が名古屋線に配備された。
主に大阪・名古屋方面から伊勢志摩への修学旅行をはじめとする団体輸送に用いられた。近畿地方3府県（大阪府・兵庫県・奈良県）の小学校における修学旅行での利用については、現在の公益財団法人全国修学旅行研究協会大阪事務局に「あおぞら号近畿地区運営協議会」が置かれ、調整を行うこととした。この協議会の活動は「あおぞらII」に代わった現在も、引き続き行われている。
その他には、夏期の一般旅客向け臨時快速急行列車や大阪線・名古屋線沿線の高校野球応援輸送列車、天理臨に運用されたこともある。その際、本来20100系が就くべき団体輸送にはクロスシートの一般車両である2600系や2610系が充当されていた。この処置は団体輸送に冷房搭載車を充てるという方針から、本来の製造目的とは入れ替わった使い方となったとされている。また、登場当初から特急車の増備によって運用に余裕が生じる1970年頃までは臨時特急にも充当されていたが、本系列による臨時特急では特急券の発売方法を一部変更し、3人掛けシートは2人分、2人掛けシートは1人分での発売としてロングシート部分は発売されなかった。
登場後ほどなくして非冷房であることが問題となったが、冷房装置を搭載するスペースが車内に確保できなかったため、運用終了まで冷房装置が搭載されることはなかった。
末期には本来の主任務である修学旅行輸送に充当されても、第二次ベビーブーム世代が過ぎ去り修学旅行の輸送人員自体が漸減したこともあって、21000系「アーバンライナー」の登場により運用に余裕ができた30000系「ビスタIII世」や一般特急車に次第に取って代わられた。

## 終焉
約四半世紀に渡って活躍したが、非冷房車であることに加えて老朽化も進んだため、1989年10月に18200系を改造したあおぞらIIと、1988年に登場した転換式クロスシートの一般車両である5200系を代替車両として、さよなら運転を実施して事実上の運行終了となった。第1編成を残して間もなく廃車解体され、残った第1編成も休車状態となり、1993年12月に保有車両数2,000両突破記念のイベントで走行したのを最後に、翌1994年1月に解体された。
なお、1990年に登場した団体専用車である20000系「楽」の編成と20100系第1編成の車両番号は、形式こそ違えど一部重複していた（20100系のモ20101、サ20201と20000系のク20101、モ20201）が、当時の運輸省（現・国土交通省）に届け出た書類上では、本系列の方をモ20111-サ20211-モ20311に改番を実施した扱いとして対処（実際の車両番号の書き換えは実施されず）し、手続上での二車現存の状態を回避した。